# Заречье (Светлогорский район)
Заречье (бел. Зарэчча) — деревня в Николаевском сельсовете Светлогорском районе Гомельской области Беларуси.

## География

### Расположение
В 22 км на запад от Светлогорска, 23 км от железнодорожной станции Светлогорск-на-Березине (на линии Жлобин — Калинковичи), 123 км от Гомеля.

### Гидрография
Река Ипа, приток реки Припять, на западе мелиоративные каналы.

## Транспортная сеть
На автодороге, которая связывает деревню со Светлогорском и Паричами. Планировка состоит из прямолинейной меридиональной улицы. Застройка двусторонняя, деревянная, усадебного типа.

## История
Согласно письменным источникам известна с XVIII века как селение в Минском воеводстве Великого княжества Литовского. В 1737 году в составе поместья Липов, во владении Горватов.
После 2-го раздела Речи Посполитой (1793 год) в составе Российской империи. В 1879 году обозначена в числе селений Дубровского церковного прихода. Согласно переписи 1897 года в Чернинской волости Бобруйского уезда Минской губернии.
В 1924 году открыта школа, которая размещалась в наёмном крестьянском доме. В 1925 году в Дубровском сельсовете Паричского Бобруйского округа. В 1930 году организован колхоз «Красное Заречье», работали ветряная мельница, кузница и шерсточесальня. 10 жителей были репрессированы. Во время Великой Отечественной войны в январе 1943 года оккупанты полностью сожгли деревню и убили 24 жителей.
До 16 декабря 2009 года в составе Полесского сельсовета.

## Население

### Численность
- 2004 год — 51 хозяйство, 113 жителей

### Динамика
- 1834 год — 14 дворов
- 1897 год — 45 дворов, 278 жителей (согласно переписи)
- 1925 год — 75 дворов
- 1940 год — 77 дворов 280 жителей
- 1959 год — 236 жителей (согласно переписи)
- 2004 год — 51 хозяйство, 113 жителей

## Экономика
- Молочно-товарная ферма хозяйства «Дубрава-агро»